# Tiahuanaco (ville)
Pour les articles homonymes, voir Tiahuanaco.
Tiahuanaco est une petite ville bolivienne située près de la frontière péruvienne, aux abords du lac Titicaca, à plus de 3800 mètres d'altitude, à environ 70 km de La Paz.
On y trouve un des sites archéologiques les plus célèbres du monde : les ruines monumentales de la civilisation précolombienne de Tiwanaku.
Des pierres du site précolombien ont servi à l'édification de l'église de style colonial de San Pedro de Tiahuanaco.

## Histoire
Aux alentours de l'an 400 av. J.-C., et durant près d'un millénaire, Tiahuanaco est la plus grande et la plus importante cité indigène du monde andin. Située si haut dans la montagne, la cité est un véritable centre symbolique de la géographie sacrée de l'altapiano, rattaché à l'ordre céleste par l'orientation astronomique de ses constructions. Les splendides monuments de l'antique Taypikala constituent le coeur d'une cité qui régne sur l'un des plus vastes et des plus durables États andins. Elle est l'une des composantes de la culture de Chavin.

## Dans la fiction
La commune est le lieu où se déroule la plus grande partie du roman Les Crapauds de la mort, roman d'Henri Vernes (1967) de la série Bob Morane.
La cité est un lieu d'initiation de Luis dans le livre d'Henri Gougaud Les Sept Plumes de l'aigle.[réf. souhaitée]